# SK Elfsborg
För andra betydelser, se Älvsborg (olika betydelser).
SK Elfsborg är en simklubb i Borås och är en av Sveriges största klubbar. SK Elfsborg har omfattande tävlings- och breddverksamhet. Breddverksamheten innefattar sim-, crawl- och medleyskolor.
SK Elfsborg blev en fristående förening 1972 efter ha varit en sektion i IF Elfsborg. Föreningen ligger i toppen för Borås Stads aktivitetsstatistik. Föreningen bedriver sin verksamhet på fyra olika badhus; Stadsparksbadet, Viskaforsbadet, Dalsjöforsbadet och Alidebergsbadet.